# Gabrielle - Un amore fuori dal coro
Gabrielle - Un amore fuori dal coro (Gabrielle) è un film del 2013 scritto e diretto da Louise Archambault.